# Emanuel Tomšič
Emanuel Tomšič, slovenski učitelj, pesnik in politik, * 26. marec 1824, Trebnje, † 29. junij 1881, Trebnje. 

## Življenje in delo
Emanuel Tomšič, polbrat B. Tomšiča, se je najprej šolal pri očetu, nato je opravil 3-mesečni učiteljski tečaj v Celju ter dobil 23. julija 1845 spričevalo za opravljanje šolskega pouka. Od jeseni 1845 je bil pomočnik pri svojem očetu v Trebnjem, po njegovi smrti 1850 postal začasni učitelj; 21. marca 1856 je bil premeščen na glavno šolo v Vipavo, 1. oktobra 1857 v Gorenji Logatec; od tod si je želel domov, šele 1860 je bil premeščen v Mirno Peč, 1868 pa se je odpovedal učiteljski službi.
Tomšič je bil nekaj časa  trebanjski župan, 1873 so ga postavili za kandidata na deželno zborskih volitvah, pa se je zaradi bolezni nastopu na volitvah odpovedal.
Pesmi je objavljal časopisih, izmed noviških pesmi sta značilni sonet Korun (1848) in ep Murdoha kamen na Mulu (1849). Tomšič je bil je dober rimač, zlasti spreten priložnostni pesnik.

## Zunnje povezave
- Koblar France. »Tomšič Emanuel«. Slovenski biografski leksikon. Ljubljana: ZRC SAZU, 2013 – prek Slovenska biografija.